# 西班牙無敵艦隊

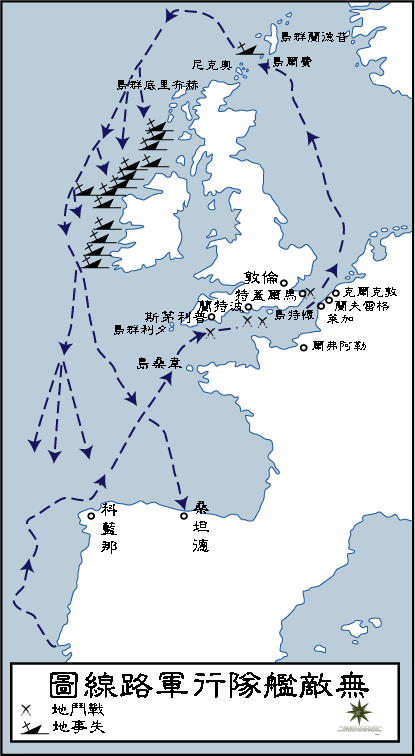
無敵艦隊行軍路線圖

西班牙艦隊（西班牙語：或，即最幸運的艦隊或不可擊敗的艦隊、無敵艦隊）為16世紀後期著名的海上艦隊，是由西班牙國王腓力二世在1588年所派出，意圖征服英格蘭卻失敗的艦隊。無敵艦隊之役是英西戰爭中其中一個大型的戰役，也是戰爭過程之中第一個侵略性攻擊意圖。這場戰爭同時也是英國歷史中最有名的戰爭。在格瑞福蘭海戰（Battle of Gravelines）中，西班牙船艦被法蘭西斯·德雷克所領導的英國海軍用秘密武器即八艘火船擊散。

## 簡介
西班牙艦隊有130艘船，真正具有戰鬥能力的蓋倫帆船大約有20艘，另外有44艘武裝商船、23艘圓船、22艘差船、13艘輕帆船、4艘中船和4艘長船，人員總計三萬多人，陸軍約一萬九千人，總噸位57868噸。戰術是以搶登敵船為主。英國舰队則主要以火炮遠距離攻擊。

## 背景
1558年11月英国女王玛丽一世去世，由她的妹妹伊丽莎白一世继任。腓力二世认为伊丽莎白一世的继承并不合法，并且反对其对新教的支持。据传腓力二世密谋推翻伊丽莎白一世以使她信奉天主教的表姪女、苏格兰女王玛丽一世继任。但这些密谋并不成功，伊丽莎白一世在1567年囚禁了玛丽一世并在1587年将她处死。为了报复腓力二世的密谋，伊丽莎白一世资助当时正在进行独立战争对抗西班牙的荷兰。此外，由于英国在大航海时代开始发展得较晚，为了获取经济利益并尽量避免与葡萄牙、西班牙海军正面冲突，伊莉莎白一世一直资助海盗在大西洋上劫掠船只货物，而西班牙的货物便是这些海盗的主要目标。
腓力二世希望通过与英国的战争推翻伊丽莎白一世，或至少让英国停止对荷兰的资助以及对西班牙商船的海盗活动。腓力二世得到罗马教皇思道五世的支持，教皇将这次战争视为十字军战争，并颁布诏书，號召對英國開戰。西班牙继而對英宣戰，擴編了海上艦隊，命名爲“最幸運的無敵艦隊”。在舰队准备过程中，原本任命的将领阿尔瓦罗·迪·巴赞于1588年2月在里斯本去世。因此舰队将领由阿隆索·佩雷斯·德·古兹曼（梅迪纳-西多尼亚公爵）继任，虽然他被视为出色的将军，但他缺乏海战经验，甚至在出海后出现晕船的情况。按照计划，舰队将在进攻英国之前去佛兰德接载由亚历桑德罗·法尔内塞（帕尔马公爵）所带领的大批军队。

## 海戰過程
1588年7月西多尼亞公爵乘坐「聖馬丁號」，率領西班牙艦隊向英國海域出發，艦隊剛出港口就受到大西洋風暴的猛襲。7月21日艦隊驶进英吉利海峡，22日凌晨英國艦隊順風向西班牙艦隊發動攻擊。此時英國長程火炮比西班牙多出三倍，炮火空前猛烈，「格蘭格林號」喪失戰鬥力。
23日黎明，西多尼亞公爵發動反擊，英艦「凱旋號」突圍而去。
27日西班牙舰队在加来港口停靠，等待与荷兰军队会师。当日晚，英国舰队派出8艘载有火药的火船进攻，西班牙舰队切断锚绳准备战斗，但在忙乱中很多舰船发生了碰撞。尽管没有西班牙舰船着火，但舰队队形分散、失去作战队形。28日早西军与英军在格拉沃利讷发生了激烈的海战，当日下午，西军被北风吹向北海。由于并没有得到荷兰军队的增员，西军决定向西班牙返航。返航途中英国舰队緊追不放，不斷以砲火攻擊西班牙艦隊，後來又在海上遇上了大风暴。
因西班牙艦隊裝備的大多是短射程、威力大的加農砲，英格蘭艦隊使用的卻是射程較長、威力較低的長重砲，因此英格蘭艦隊在攻擊時總是能保持安全的距離，當時雙方主要使用的火砲有三種：加農砲、長重砲、皮里爾（射石砲，已過時），此外，西班牙艦隊總共還有其他多種的殺人火砲。

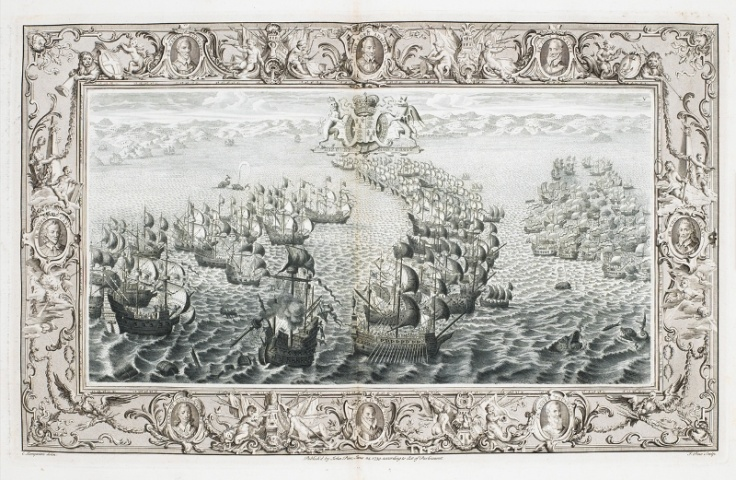
中彈起火的San Salvador號

西班牙採用的戰術是縱向發射，西班牙在艦隊上有許多武裝士兵，還有神父，近距離時採登船作戰與衝撞；而英國有優秀的砲手，採用舷側發射战术，並以其較長射程，避開與西艦的登船作戰，事實上被西軍擊中的只有兩艘，且沒有任何一艘英格蘭軍艦被擊沉。

## 海戰之後
1588年10月回到西班牙時剩下43艘破船，幾乎全軍覆沒。西班牙艦隊的失敗宣告西班牙海權的極限，無法控制北海地區，但是西班牙卻從失敗中學到教訓，在西班牙珍宝船队配備長重砲，有效反抗英國海盜船的劫掠。1589年英国派出英国无敌舰队，由海军上将德瑞克爵士带领。德瑞克袭击西班牙殖民地但遭遇失败，于1596年因為負傷和痢疾不治而亡。之後英西戰爭更是朝不利於英國發展，最後在1604年結束。

### 一般研究
- The Confident Hope of a Miracle. The True History of the Spanish Armada, by Neil Hanson, Knopf (2003), ISBN 1-4000-4294-1.
- Holmes, Richard. The Oxford Campanion to Military History. Oxford University Press. 2001. ISBN 978-0-19-860696-3
- From Merciless Invaders: The Defeat of the Spanish Armada, Alexander McKee, Souvenir Press, London, 1963. Second edition, Grafton Books, London, 1988.
- The Spanish Armadas, Winston Graham, Dorset Press, New York, 1972.
- Mariner's Mirror, Geoffrey Parker, 'The Dreadnought Revolution of Tudor England', 82 (1996): pp. 269–300.
- The Spanish Armada, Michael Lewis (1960). First published Batsford, 1960 – republished Pan, 1966
- Armada: A Celebration of the Four Hundredth Anniversary of the Defeat of the Spanish Armada, 1588–1988 (1988) ISBN 0-575-03729-6
- England and the Spanish Armada (1990) ISBN 0-7317-0127-5
- The Enterprise of England (1988) ISBN 0-86299-476-4
- The Return of the Armadas: the Later Years of the Elizabethan War against Spain, 1595–1603, RB Wernham ISBN 0-19-820443-4
- The Voyage of the Armada: The Spanish Story, David Howarth (1981) ISBN 0-00-211575-1
- T.P.Kilfeather Ireland: Graveyard of the Spanish Armada (Anvil Books, 1967)
- Winston Graham The Spanish Armadas (1972; reprint 2001) ISBN 0-14-139020-4
- Historic Bourne etc., J.J. Davies (1909)

## 外部連結
- Top 10 myths and muddles about the Spanish Armada, history’s most confused and misunderstood battle.  Wes Ulm, Harvard University （页面存档备份，存于）
- The Defeat of the Spanish Armada. Insight into the context, personalities, planning and consequences. Wes Ulm
- English translation of Francisco de Cuellar's account of his service in the Armada and on the run in Ireland （页面存档备份，存于）
- Elizabeth I and the Spanish Armada （页面存档备份，存于） – a learning resource and teachers notes from the British Library
- The story of the Armada battles with pictures from the House of Lords tapestries （页面存档备份，存于）
- BBC-ZDF etc. TV coproduction Natural History of Europe
- Discovery Civilization Battlefield Detectives – What Sank The Armada?